# Salita
‘Salita’ est un cultivar de rosier grimpant à grandes fleurs obtenu en Allemagne de l'Ouest en 1987 par Kordes.

## Description
Ce fameux rosier grimpant peut atteindre 300 m de hauteur dans de bonnes conditions. Son feuillage est vert brillant et ses fleurs sont d'un beau rouge sang à rouge vermillon. Elles mesurent 8 à 9 cm de diamètre. Elles sont pleines (26-40 pétales), fleurissent en solitaire ou par petits bouquets jusqu'à cinq roses. La floraison est remontante.
Ce rosier supporte des températures de -20° et moins encore (6b à 9b) et il est donc prisé dans les pays nordiques, s'il est couvert en hiver. Il est parfait pour couvrir un mur ou un pilier. Il faut couper ses rameaux peu productifs tous les trois ans.
On peut l'admirer par exemple à la roseraie de Bagatelle à Paris.